# 埃德姆·马略特
埃德姆·马略特（法语：Edme Mariotte，1620年—1684年5月12日），法国物理学家和植物生理学家。

## 生平
埃德姆·马略特出生于法国的希尔戈尼的迪戎城，他一生的大部分时间是在这个城市度过的。他确切的出生日期及早年的学习、生活情况均已失传。曾任迪戎附近的圣马丁修道院的院长。他酷爱科学，对物理学有广泛的研究，进行过多种物理实验，从事力学、热学、光学等方面的研究。他有严谨的科学作风，制成过多种物理仪器，善于用实验证实和发展当时重大的科学成果，成为法国实验物理学的创始人之一。正如玻意耳是伦敦皇家学会创始人之一一样，马略特是法国科学院的创建者之一，并成为该院第一批院士（1666年）。

## 学术贡献

### 波以耳－马略特定律
马略特在物理学上最突出的贡献是1676年发表在《气体的本性》论文中的定律：一定质量的气体在温度不变时其体积和压强成反比。这个定律是他独立确立的，在法国常称之为马略特定律。该定律1661年被英国科学家玻意耳首先发现，而称之为玻意耳定律。但马略特明确地指出了温度不变是该定律的适用条件，定律的表述也比玻意耳的完整，实验数据也更令人信服，因此这一定律后被称为玻意耳－马略特定律。
下面是马略特在论文中叙述自己的实验和结论的一段节录：“用一根40英寸长的玻璃管，将水银注入到27.5英寸高，于是管内还有12.5英寸是空气。当我将该管浸人容器的水银中1英寸时，剩下39英寸的管中只有14英寸是水银，25英寸是空气。它比原来空气膨胀了1倍。”
根据重复实验得出结论：“空气的稠密程度与其负载的重量成比例是一种固定的规律或自然律。”
他还预言了这个定律的各种应用，例如他指出可根据气压计的读数来计算地方的高度。他测量了很深的地下室中的水银柱高度，和坐落在巴黎高地的气象观测站中的水银柱高度，通过比较获得了用气压计估计高度的近似公式。

### 关于流体力学的研究
马略特对流体力学进行了深入的实验研究，并将结果写成题为《论水和其他流体的运动》的著作，于1686年发表。其中特别讨论了流体的摩擦问题。解决了当时流体研究中理论与实验结果之间存在的许多差异。他发现：流体要在一定压力下才能流动，并给出了计算管壁压强的公式。对于管中流体的运动、喷水的高度等问题，都从理论和具体技术上进行了研究，推进了流体力学的发展。他还研究了春潮时期的水源问题，根据对塞纳河流域的水量的粗略估计，得出了春潮来源于雨水和冰雪融化的结论。他还结合水力学研究了材料强度问题。

### 关于光学方面的研究
马略特在光学方面作出了卓越的贡献。他对光现象作了深入的研究，写出了《论颜色的本性》的论文，提出了角半径23°晕产生的理论，这基本上就是今天所公认的理论，解释了日晕、月晕、虹、幻日、幻月、衍射等现象，对大气光学作出了贡献。1666年他向巴黎科学院报告了眼睛有“盲点”这一卓越发现，这一发现引起了很大的轰动。1668年马略特在法国皇帝路易十四面前表演了关于盲点的实验：他让两个人相对站好，彼此相隔2米远，右手伸直，向上侧举。然后各自闭上左眼，各用右眼注视对方的右手掌，于是这两个人都惊奇地发现，对方的头没有了，只留下身子。马略特当即向在场的人讲述了人眼各部位的功能，及产生盲点的原因。

### 关于热学方面的研究
在热学方面，马略特1679年发现了火的热辐射和光线的区别。他指出，火的热辐射根本通不过玻璃，或者只通过很少一点，而火光却能通过玻璃。他还用一个冰透镜，将太阳光聚焦，点燃了放在焦点处的火药。他先把纯水煮沸半小时驱除水中的空气，然后将水凝固成二、三英寸厚的冰板。这样做出的冰板几乎没有气泡，非常透明。将做好的冰板放在一个球状凹陷的小容器里，并把容器放在火的近旁，不断翻动冰板，使表面的冰融化，直到冰块的两面都呈球状。再戴上手套握住这块冰透镜的边沿，放在太阳光下面，在焦点附近放上火药，一会儿火药就被点着了。

### 关于植物方面的研究
马略特从植物研究中推断出：植物通过化学过程合成各不相同的物质。这一理论在他死后很久才得到证实。他还通过观察把植物体内液汁的压力比作动物体内的血压。

## 著作
在《巴黎科学院的历史和学术论文》第一卷（1733年）中收集了他的许多篇论文。诸如《流体的运动》、《论颜色的本性》、《小号的音调》、《气压计》、《物体的降落》、《枪的后坐力》以及《冰的冻结》。

## 逝世
1684年5月12日马略特在巴黎逝世。